# Parsons Waterfall
Der Parson Waterfall ist ein Wasserfall im Mount-Cook-Nationalpark in der Region Canterbury auf der Südinsel Neuseelands. In der Burnett Range in den Neuseeländischen Alpen liegt er im Lauf des Parsons Creek, der wenige hundert Meter hinter dem Wasserfall in westlicher Fließrichtung und nördlich des Lake Pukaki in den Tasman River mündet. Seine Fallhöhe beträgt 65 Meter.